# ダニ室

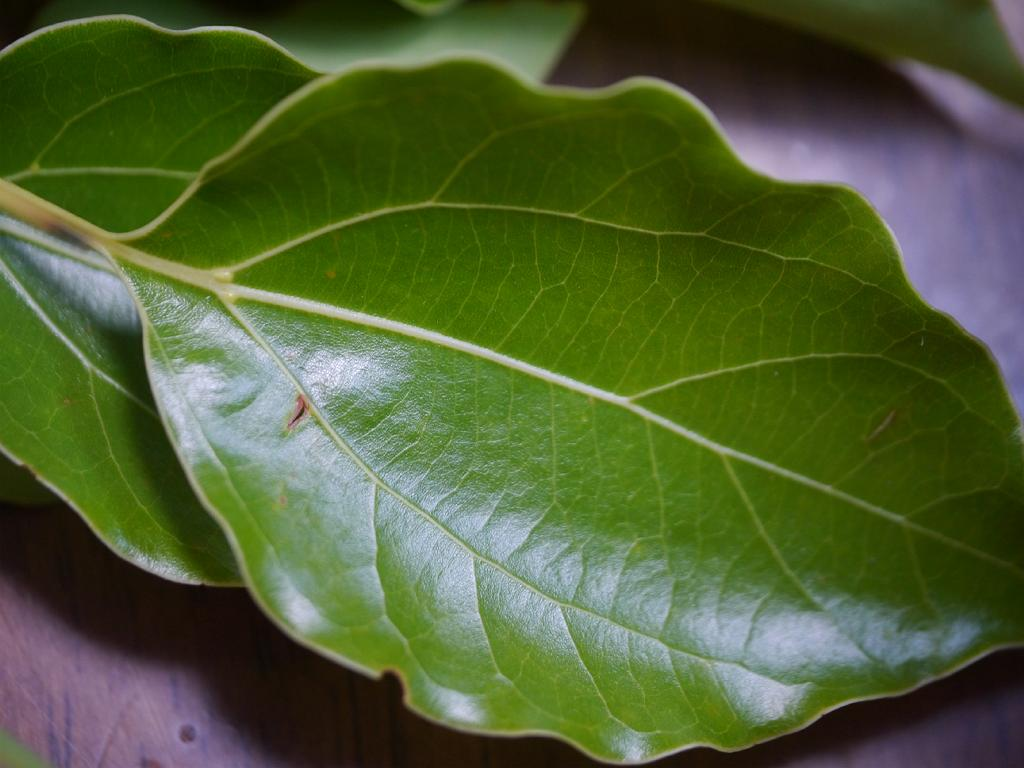
クスノキの葉
葉脈の3分岐点にあるのがダニ室

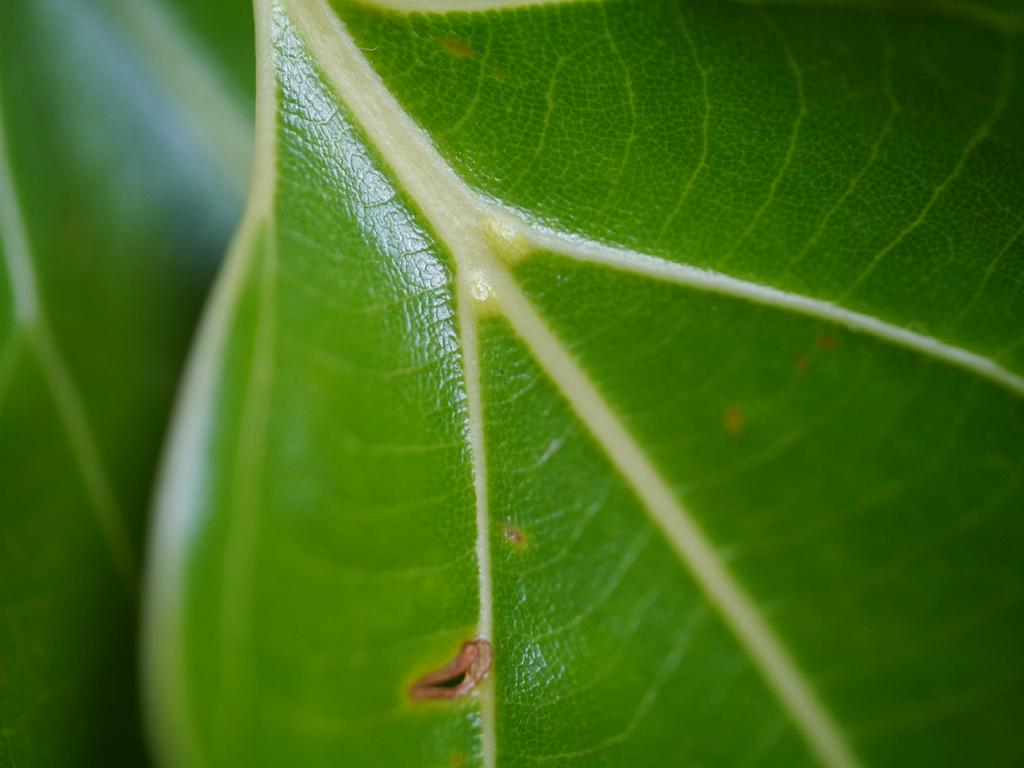
ダニ室の部分・表側

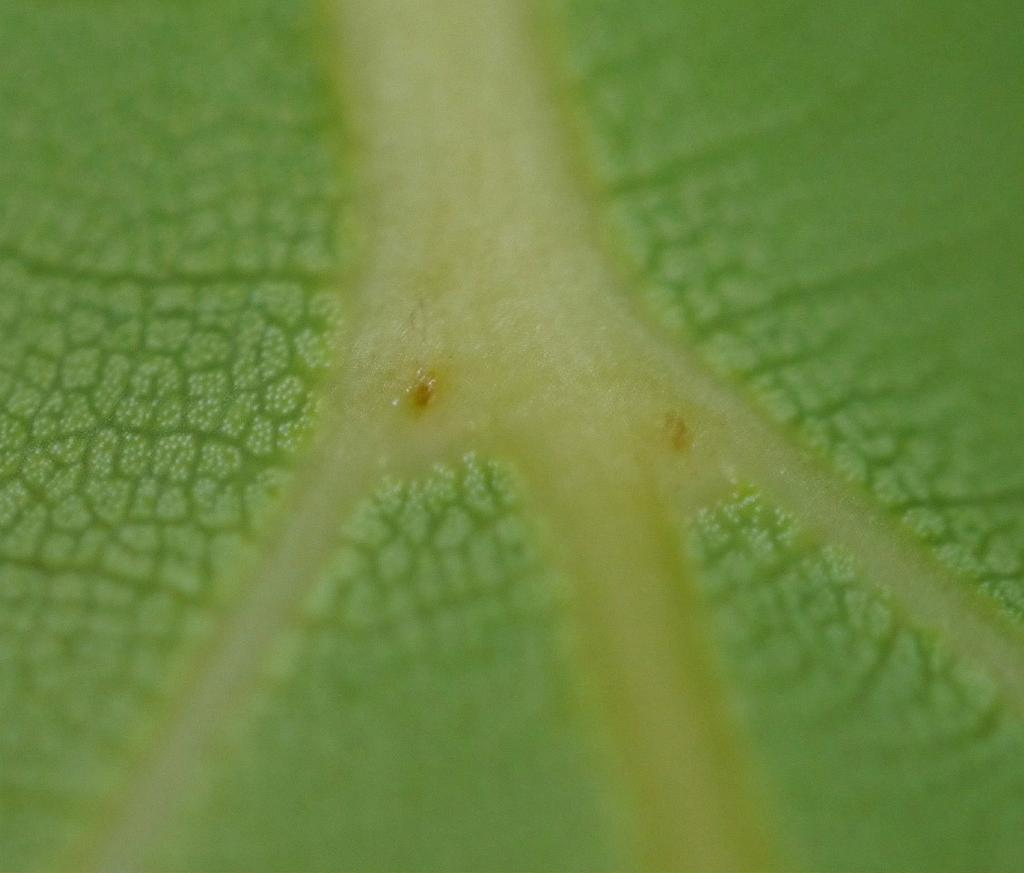
裏面・ダニ室の入り口を示す

ダニ室（ダニしつ）とは、様々な植物の葉裏に作られる構造である。裏面に口を開いた小さな空洞のような構造のものや毛の束のようなものがある。植物がその葉を害する小動物や菌を捕食するダニを住まわせるためのものとされており、ダニは隠れ家を得て、植物は害敵の天敵を常在させることができるという双利共生の関係を構成していると考えられる。しかし異論もあり、詳しいことは不明な点が多い。

## 特徴
ダニ室と呼ばれるのは植物の葉に形成される構造で、幾つかの型があるが、いずれにしてもその中にダニが潜り込んで隠れることが出来るような構造である。例えば小さな空洞を含み、その一端が葉の裏面に開いているものがこう呼ばれる。しばしば内部にダニが見られるためにこの名が与えられた(笠井 2006)。袋を生じて内部にダニが入っていると言えば虫こぶのようだが、虫こぶは虫や菌などの働きかけによって植物がその形を変化させて出来るものである。それに対してダニ室というのは形態形成の過程で作られるもの、つまり、その植物の元来の構造として形成されるものであり、ダニの働きかけに依らない。
この語の英語は domatium (複数形でdomatia)であるが、これは Lindstroem が1887年に導入したドイツ語 Domatien によるもので、ギリシャ語の「小さな家」に由来する。彼の定義では「宿主の役に立つ生物が住むのに適した植物の形態や変形」をさす。従ってこの語はアリ植物の作るアリの住む腔所にも当てられる。彼はその中でさらにダニのためのものとしてAcaro-Domatien という語を当て、これに当たる英語はAcarodomatium である。他方でleaf domatia もダニ室の意味に使われ、むしろこちらが頻繁に使用される。
用語としては日本語ではダニ室の他にダニ部屋も使われるが、後者は俗称として使われることが多い。

## 意味づけ
植物にとって葉を食害する動物の存在は大きな脅威である。それに対抗するために植物は様々な適応を示している。例えば毒性を持つことによる防御は直接的なものである。他方で間接的な防御として、葉を加害する小動物の天敵を誘引するという方法がある。特によく知られるのはアリを誘引するというもので、例えば花外蜜腺といって葉などに蜜腺を持つものがあり、これはアリをそれによって呼ぶためのものと考えられる。それによって彼らを植物体上に常在させることで、アリが害虫をも捕食して、植物はそれによって守られる、というふうに考えられる。さらに植物の中にはその体上にアリが巣として使える空間を作るものがあり、それらはアリ植物と呼ばれる。
ダニ室はこのアリ植物と類似の意味合いを持つものと考えられる。つまり葉を加害する動物にはハダニやフシダニなどごく小型のダニ類があり、それらの天敵になる肉食性のダニ類もある。ダニ室はこのような肉食性ダニ類の住み家となり、植物はそれによって肉食性ダニ類を葉の上に常在させることが可能になる。それらは植食性のダニ類を抑圧する働きをするはずである。またダニには菌食性の種もあり、これを住まわせることは植物に病原性の菌類を抑制してくれるものとなるはずである。
ただし現実にはこれに対する異論も多く、様々な議論や研究がある。それについては後述する。

## 構造と配置

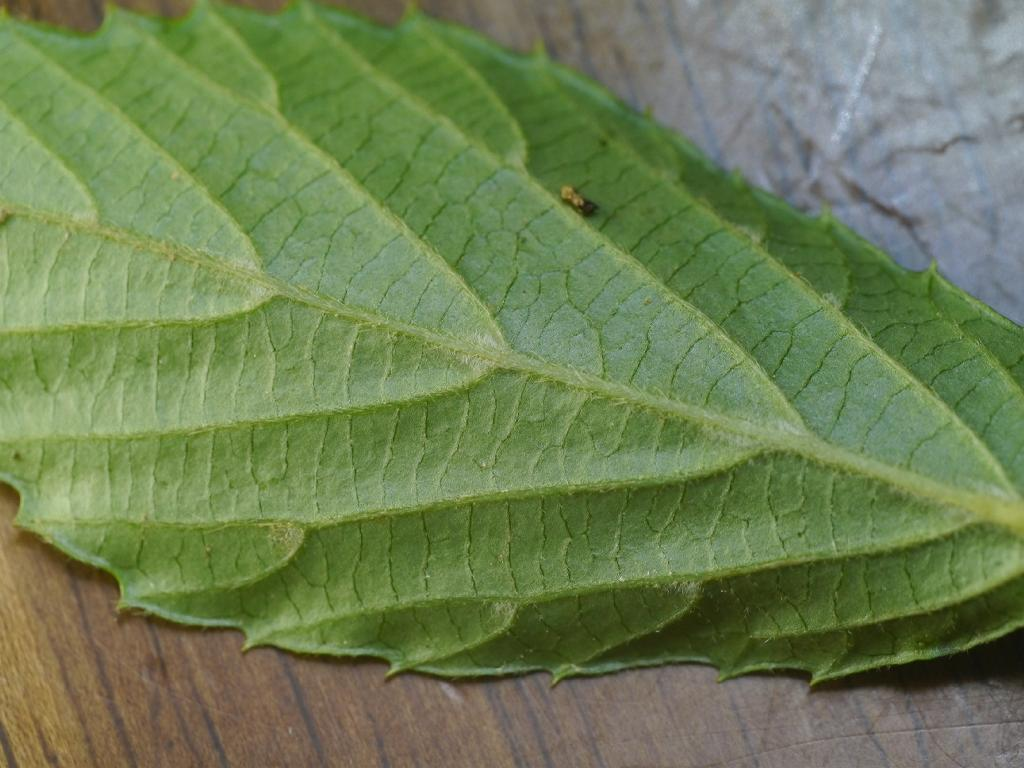
コバノガマズミの葉裏
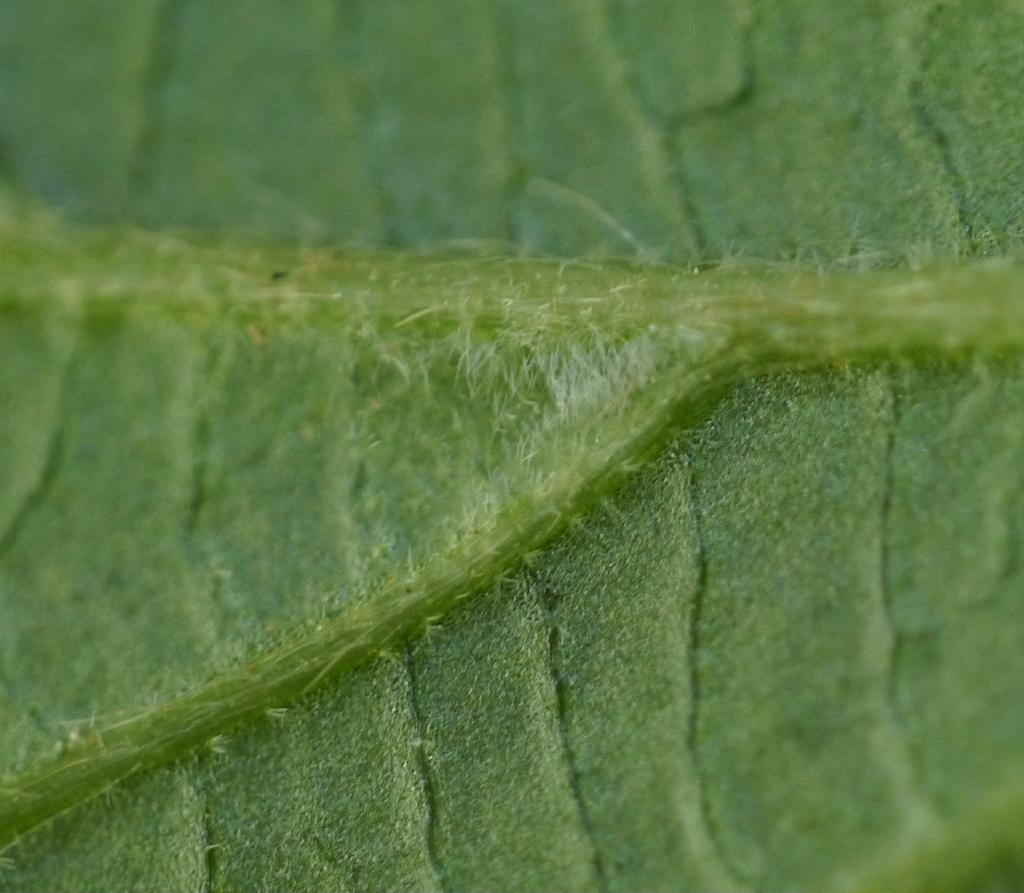
ダニ室の部分 毛束型

ダニ室の定義はかなり曖昧である。上記のようにこの語は葉裏にあってしばしばダニがその中に生息しているのが見られる構造に当てたものである。またそれが植物が普通の成長過程で形成されたものであり、例えば植食性の昆虫などの刺激で形成されるものではない点で虫瘤とは区別される。例えば Pemberton & Turner (1989) はダニ室に以下の4つの型を示した。
- 1:穴（葉の裏からその内部に広がった穴）
- 2:ポケット（葉脈の縁が突き出し、その下に出来る腔所）
- 3:葉の縁が巻き込んだもの
- 4:毛の束

ちなみに葉の縁が巻き込んだものも葉の基部の部分であり、これらはいずれも葉脈、特に主脈の脇に形成されることが多い。しかし西田 2004によると葉の縁は現在ではダニ室と見なさないことが多く、また葉脈沿いに毛が生えているところを全てダニ室に認めた研究者もいたが、これらは現在ではダニ室とは認めないことが多いようだ。
西田 2004はダニ室の型として次の4つを認める。
- 1:穴型：葉裏にくぼみが生じるもの
- 2:小嚢型：窪んでいるだけでなく、入り口が狭まって小さな穴になっているもの
- 3:ポケット型：葉脈の縁が水かき状に伸びて、その下に空間が出来たもの
- 4:毛束型：特に毛が密生するもの

これらは多くの場合葉脈の間に出来るという。ただし中間的な型やバリエーションは様々にある。例えばクスノキ科の Ocotea thouvenotii では葉裏に一面に毛が密生しており、その中で葉脈の縁だけに毛のない部分があり、それによって穴型のような構造になっている。また同一種の葉で異なる型を持つ例もあり、例えばクスノキでは三行脈の部分に生じるものは小嚢型になるが、より先端部での葉脈の分岐点に生じるものは穴型となることが多い。
以上、ダニ室はほぼ全て葉裏に生じるが、表に生じるものも報告されており、アカネ科の Timonius timon では表面に穴型のダニ室を持ち、裏面に毛束型のものを生じるという。
なお、ダニ室を持つ植物は決まっているが、必ずしも全個体が持つものでなく、種によっては三割もの個体がダニ室を作らない例があるといい、西田 2004も標本の調査で大抵の種でダニ室を持たない個体が発見されると述べている。

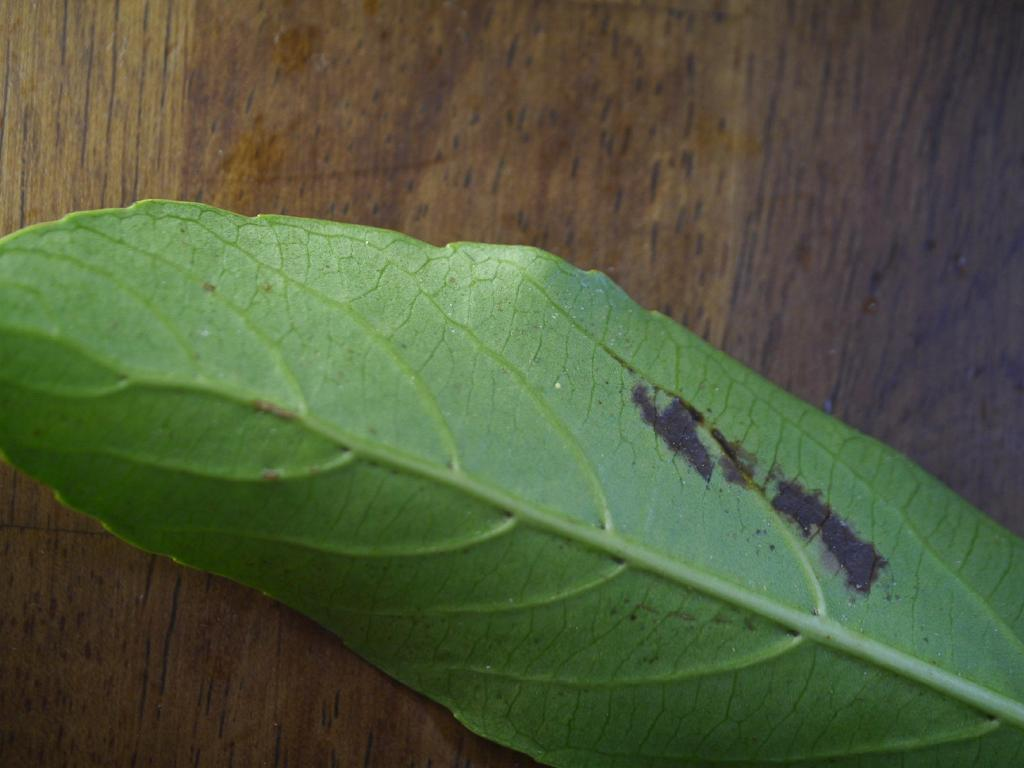
サンゴジュの葉裏
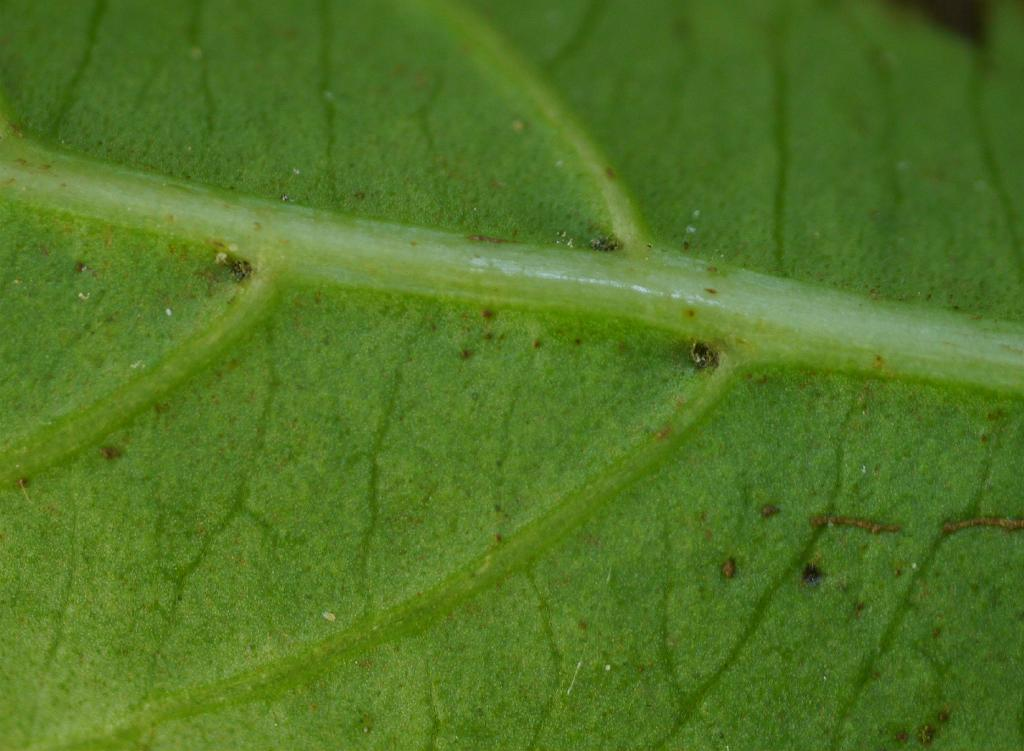
ダニ室の部分 穴型
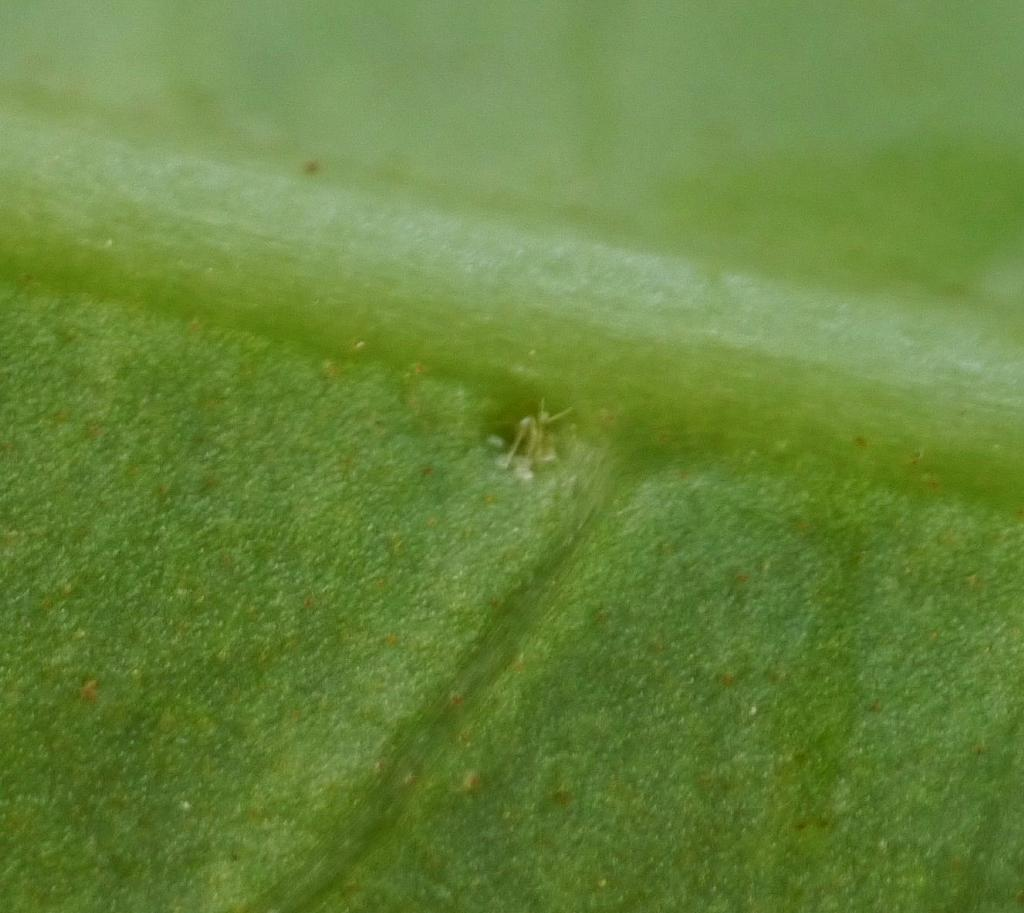
更に拡大

- コバノガマズミの葉裏
- ダニ室の部分
毛束型

## 作る植物
ダニ室を持つのは双子葉植物の、普通は樹木であり、蔓植物にも例がある。草本や単子葉植物での発見例も報告はあるが、検証された上に確認されたものはないという。
その所属する分類群は非常に広範囲に及ぶ。(西田 2004)は文献調査の結果として64科をあげている。ダニ室を作る植物は珍しいものではなく、例えば韓国での調査によるとダニ室を持っているものは種数で36%、属数で37%、科の数では66%にも及んだ。有名なところではアラビカコーヒーノキも持っており、この植物でのダニ室の役割なども研究がなされている。(西田 2004)は日本産のダニ室を持つ植物の例として100種以上を示しているが、その中にはブナ・クヌギ・ケヤキ・クスノキ・イロハモミジ・エゴノキ・クチナシ・サンゴジュなど、普通の人でも知っているような樹木が幾つも上がっている。
地理分布においても幅広く、湿潤な熱帯域から亜熱帯域に特に多いものの、冷涼な地域からも発見される。ただし常に乾燥している地域の植物には見つからないという。
どのようなダニ室を作るかは種ごとの特徴ではあるが、より上位分類群での特徴とは限らない。たとえばガマズミ属の植物もダニ室を作るものがあり、日本産の14種の中で10種がダニ室を作る。その中でサンゴジュのみは穴型、その他のコバノガマズミなどは毛束型のダニ室を作り、しかも毛束型にもタイプの異なるものがある。その系統関係からこの形質は系統樹のあちこちで散発的に出現したと考えられる。
ただしダニ室の研究は主として動物学者の手で行われており、植物学者の手があまり入っていない。そのためか植物学分野におけるダニ室の扱いはごく薄く、その点でアリ植物とは大きな差がある。例えば「植物の百科事典」にはアリ植物は独立の項としてあるが、ダニ室は索引にも出ていない。『朝日百科 植物の世界』にはアリ植物の項こそないもののその言葉とそれに関する記述がまとまって存在するのに対して、ダニ室の語もそれに関わる記述もない。またダニ室に関して有名なクスノキの項でも葉についての説明で「微小な膨らみがあり、ダニの1種が寄生する」とあるだけである。図鑑でも同様で、例えば保育社の原色日本植物図鑑シリーズのクスノキの記述ではダニ室を『小嚢』と記し、その配置を示し、『これは壁虱の幼虫が入っている』とひどく曖昧なものになっている。その他、植物図鑑でダニ室について触れているものはほとんどない。

## その役割
上記のようにダニ室はダニとの共生のための構造とする説が主たる説となっているが、これ自身が必ずしも認められているわけではない。ダニ室とされる構造でもダニが見られない例も多いとのことで、ダニとの関わり以外の意味を見出そうとする説は多く提出されてきた。それは例えばかつて気孔を乾燥から守るために発達したもので、今はその機能を失ったものであるとするものや、バクテリアとの共生によるとの説、ガスや水の交換に関わっているとの説などがあげられ、それらはほぼ否定されている。
ダニとの関連においても、実はやはり虫瘤なのではないかとの説があり、これはダニを排除した上で植物がダニ室を作ることが示されたことで否定された。ただしダニ室の構造が虫瘤に似ているのは間違いなく、その区別が不明確な例もあるという。また葉に害を与えるダニをここに閉じこめることで被害を1箇所に纏める効果があるのではないか、との説もある。これは植食性のダニが見られる例があることに依るが、むしろ植食性のダニは少ないとのことで、否定されている。ただし後述のクスノキの例では現在もこれを考える説もある。

## ダニとの共生について
ダニ室が植物とダニとの共生のための構造であるとの説はダニ室と命名された時点で考えられたものであり、その時点でその意味として2つの説があった。1つはダニ室がダニの脱皮場所などとして用いられ、植物はそこでダニが廃棄した物質から肥料分を得る、と言うものであった。しかしこれはダニ室にそのような吸収のための構造や機能がないらしいことで否定的である。なおアリ植物においてはこのタイプの意味合いも重要とされ、そのようなものに対して栄養補給型との名がある。詳しくは該当項目を参照されたい。
もう1つは最初に示したもの、つまり肉食性のダニや菌食性のダニがここを隠れ家にすることで葉の上に常駐するようになる、というものである。ダニにとってはこれが産卵場所や脱皮の場所、乾燥や天敵を避けるための場所として機能し、植物はダニによって外敵となる植食性のダニなどや菌類を退治して貰うことが出来る、つまり双利共生となる。
ダニ室に見られるダニとして普通なのは肉食性のものとしてはカブリダニ科 Phytoseiidae、 Stigmaeidae、菌食性のものとしてはホコリダニ科 Tarsonemidae、キノウエコナダニ科 Winterschmidtiidae、 Oribatiida が主たるものである。
ただしこの説が正しいかどうかには様々な問題がある。当初からダニの見られないダニ室もあるとしてこの説に疑問を投げかける声はあった。しかし定量的な調査や実験的な手法による研究によって検証が行われるようになったのはずっと遅れ、ようやく20世紀後半になってからである。最初にO'Dowd & Willson が1989年にダニ室に見られるダニを実際に調べて補食性、菌食性、それに腐食性と植物に利益を与えると思われるものが優占していることを示した。それ以降、ダニ室のある葉で補食性のダニが多くなることなどが定量的に示されている。また実験的な研究としてアボカドでは毛束型のダニ室を持つが、これを剃ったり、逆に毛束をつけることで、毛束型ダニ室の存在で捕食性ダニの密度が高くなるという結果が得られた例や、ホルトノキ科の Elaeocarpus reticulatus ではダニ室の入り口を人工的に塞ぐことで捕食性ダニの密度が明らかに下がったという報告などがある。
しかしこの仮説が文句なしに認められているかといえば、問題は多い。上記のように実証的な研究はまだ始まったばかりであり、多くの問題が未解明である。またこの仮説に反する結果も報告されており、例えばアラビカコーヒーノキで穴型のダニ室を松ヤニで塞いで実験した結果、ダニ集団の量も葉に与えられた被害の程度も変化がなかったといった報告も提出されており、その著者は少なくともこの樹種、この区域におけるダニとこの樹種の双利共生関係は存在しないと判断している。
このような点について(西田 2004)はダニ室を持つ植物が樹木であることを問題の困難さをもたらす要素の1つにあげており、ダニ室の有無などによる植物への影響が計測しづらいのが問題だとする。また、ダニ室が多様な環境の多様な植物に存在することから、全てが同じ機能、同じ適応の結果と考えることが問題なのではないかとも述べている。

### クスノキの場合
そのようなダニ室にまつわる問題の複雑さを示す例がクスノキの場合である。クスノキの葉におけるダニ室の存在は古くから知られていたが、それに多形があることが示唆されたのが1968年で、その内部に捕食性あるいは菌食性のダニ以外に植食性のフシダニ科 Eriophyidae のものがいることが報告されたのが1989年である。
笠井はこれについて研究し、以下のような結果を得た。
- クスノキのダニ室に見られる主なダニは捕食性のケボソナガヒシダニと植食性のフシダニの1種(sp.1)があり、またやはり捕食性のコウズケカブリダニはダニ室の周辺で見られた。他にクスノキの葉に虫瘤を作るフシダニの1種(sp.2)がある。
- クスノキの作るダニ室は入り口の広いタイプと狭いタイプがある[28]。
- フシダニsp.1は春には前年葉に見られ、葉が展開するに連れてそちらに移動し、次第に密度が上がる。
- コウズケカブリダニはこのsp.1を捕食し、その密度の推移はsp.1の密度の変化と平行して変化する。ダニ室を塞ぐとこのダニの密度が下がり、このダニはダニ室から分散するsp.1を餌とすることで葉の上に定着していると考えられる。
- ダニ室を塞いでコウズケカブリダニの密度が下がった葉ではsp.2に依る虫瘤の密度が増し、葉面積が半分にまで減少する被害を生じた。
- ケボソナガヒシダニは入り口の広いダニ室の方に多く、これを塞ぐとやはりsp.2に依る被害が増加した。

このような結果から、彼は次の2点を結論とした。
- 1：クスノキのダニ室は1つには捕食性のケボソナガヒシダニの隠れ家として働くことでこのダニの定着を促進し、それによってクスノキはフシダニsp.2の被害を抑制する。

これは従来のダニ室の役割に関する共生仮説に沿うものである。それに対して
- 2：これらのダニ室はフシダニsp.1の隠れ家としても機能し、ここでこのダニが増殖する。これはもちろんクスノキを害するものではあるが、このダニは捕食性のコウズケカブリダニの餌となることでこの種の定着を促し、これはより被害の大きいsp.2の抑制に働く。

つまりダニ室は捕食性ダニの餌になる植食性ダニを増殖させる機能をも持ち、より被害の大きい植食性の種の抑制に機能する。ここに植物と植食性動物、それに捕食性動物という双利共生関係が認められる。これはダニ室の機能としてこれまで考えられてこなかったものである。
しかしこの第2点については異論も持ち上がっている。西田は「植物に害を与えかねないダニ」がわざわざ植物側が作ったダニ室内で増殖することを疑問視し、笠井の説を引きつつも納得出来ないとの姿勢である。西田によるとフシダニは個体数が春に最小になるが、これは秋になるとダニ室の入り口が小さくなってダニが閉じ込められてしまい、春に葉が入れ替わる際にダニを閉じ込めたまま落葉するので、このダニ室はフシダニを閉じ込めて排除する器官である、との判断である。

### ダニ以外のものが関わる例
またダニ室における双利共生的関係の話ではあるが、ダニが関わらない例も知られている。カリフォルニアでのワタ Gossypium hirsutum var. Acala Maxxaにおいてダニ室の口を塞ぐなどの実験を行い、その結果としてダニ室の存在することでその密度が直接に高まるのは2種群のカメムシと1種のアザミウマであり、いずれもがワタの害虫に対する強い捕食者であった。カメムシは1つはオオメナガカメムシ属 Geocoris の複数種、もう1つはヒメハナカメムシ類の1種 Orius tristicolor であり、アザミウマはミカンキイロアザミウマ Francliniella occidentalis である。またこれらの種の密度の上昇はハダニやアブラムシ、コナジラミの密度低下にも直接に結びついていた。またこれらのカメムシの卵はダニ室内に産卵された場合、外に産卵された場合より寄生者に攻撃される率が低かった。このようなことから、この植物の場合、ダニ室が害虫の捕食者を守ることで間接的な防御になっているのではあるが、その対象はダニではなく昆虫であると考えられる。

## 関連文献
- Pemberton, Robert W.; Turner, Charles E. (1989). “Occurrence of predatory and fungivorous mites in leaf domatia” (英語). American Journal of Botany 76 (1):  105–112. doi:10.1002/j.1537-2197.1989.tb11290.x. JSTOR 2444779.